# ココ川
ココ川 (ココがわ、Coco) は、ホンジュラス南部とニカラグア北部を流れる川。かつてはセゴビア川、ケープ川、ヤラ川として知られていた。川沿いに居住するミスキート族のあいだでは、ワンキ (Wanki) と呼ばれる。
今日のホンジュラスのサン・マルコス・デ・コロン近くを水源とし、750km下ってカリブ海にそそぐ。中流部と下流部は、両国の国境となっている。
カテゴリー5のハリケーン・フェリックスによって地すべりが発生した2日後の2007年9月7日、ココ川の水位が通常より11メートル上昇したことが主要な国際ニュース通信社によって報じられた。
2020年にニガラグア国内の流域の一部がユネスコ世界ジオパークに指定される。